# Rudolf Kaufmann

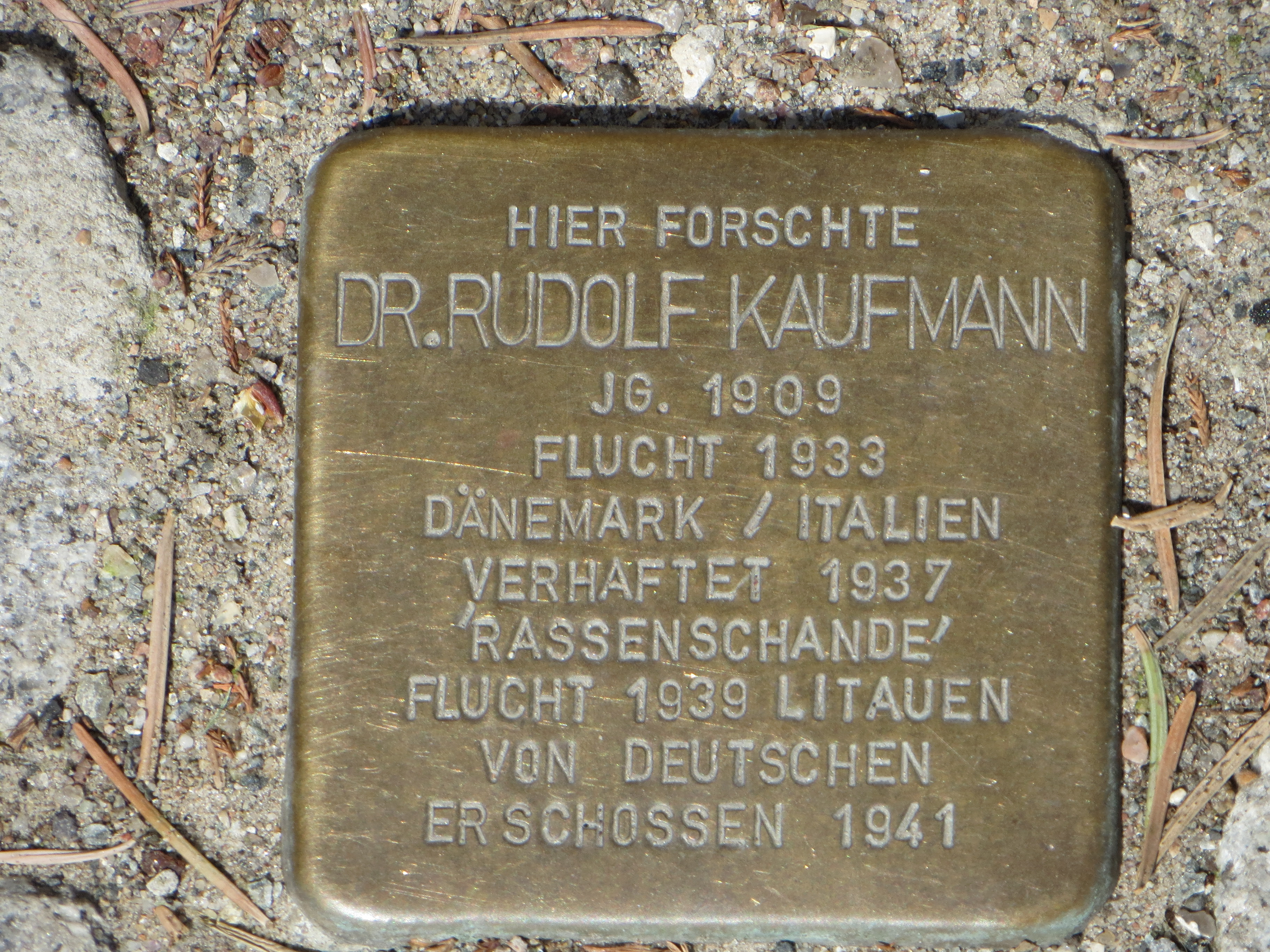
Stolperstein für Rudolf Kaufmann in Greifswald

Rudolf Kaufmann (* 3. April 1909 in Königsberg; † wahrscheinlich Sommer 1941) war ein deutscher Geologe und Paläontologe.

## Leben
Kaufmann war der Sohn des Physikprofessors Walter Kaufmann und ein Schwager von Curt Teichert. Kaufmann war evangelisch getauft. In seiner Schulzeit besuchte er die humanistische Abteilung des Hufengymnasiums  in Königsberg und legte dort am 20. Februar 1927 seine Reifeprüfung ab. Er hatte in München, Königsberg und an der Universität Greifswald bei Serge von Bubnoff studiert und promoviert. Da er jüdische Vorfahren hatte, verließ er 1933 Deutschland und ging nach Kopenhagen. Er fand keine Anstellung als Geologe und arbeitete deshalb als Fotograf und erteilte Unterricht in Leichtathletik. Er konnte aber weder in Dänemark noch kurz darauf in Italien oder Danzig Fuß fassen und kehrte nach Deutschland zurück, wo er ab Oktober 1935 Lehrer an einer jüdischen Schule (Internat von Hermann Hirsch im Haus Hohe Straße 30 Coburg) war.
Rudolf Kaufmann wurde Ende Juli 1936, kurz vor einem geplanten Urlaub in Schweden, wegen „Rassenschande“ verhaftet. Er hatte sich nach einer kurzen Affäre mit einer „arischen“ jungen Witwe im Mai 1936 wegen einer Geschlechtskrankheit behandeln lassen müssen und war von dem behandelnden Arzt angezeigt worden. 1936 verurteilte ihn das Landgericht Coburg deshalb zu drei Jahren Zuchthaus. Sein engagierter Verteidiger war Thomas Dehler, der für dieses Mandat in der Presse hart angegriffen wurde. Die nationalsozialistische Wochenzeitung „Der Stürmer“ schrieb: „Rechtsanwälte […], die es fertig bringen, das für Geld zu verteidigen, was der Staat durch Gesetz als ein Verbrechen erklärt hat, haben einen minderwertigen Charakter und gehören von der Anwaltsliste gestrichen.“
Im Oktober 1939 wurde Rudolf Kaufmann nach Jahren harter Zwangsarbeit im Straßenbau freigelassen und ging nach Kaunas in Litauen. Ursprünglich wollte er nach London, wofür sein Bruder schon ein Visum besorgt hatte. Er plante, seine Freundin danach in Stockholm zu treffen und mit ihr nach Australien auszuwandern. Der Krieg verhinderte aber die Ausreise. In Kaunas wohnte er bei einer jüdischen Buchhändlerfamilie, heiratete 1941 und arbeitete ab 1940 bei der geologischen Landesaufnahme. Er wurde 1941 (oder danach) von deutschen Soldaten erkannt (eine Verwandte eines der Soldaten war Hausangestellte bei den Kaufmanns in Königsberg gewesen), als er im Rahmen seiner geologischen Feldarbeit mit dem Rad übers Land fuhr, und als Jude erschossen. Seine Verlobte Inge Magnusson starb 1972 unverheiratet in Stockholm.

## Werk
Kaufmann ist für Untersuchungen über Trilobiten bekannt. Ihm gelang es in Schweden, in Alaunschiefern aus dem späten Kambrium (Profil Andrarum in Schonen, das schon Anton H. Westergård untersuchte), die dort lückenlos erhalten waren, an den dort enthaltenen Trilobitenfossilien der Gattung Olenus die einzelnen Schritte einer Artenbildung durch räumliche Trennung nachzuweisen (Allopatrische Artbildung). Er führte seine Untersuchungen über kambrische Trilobiten auch in Bornholm fort. Der Evolutionsforscher Niles Eldredge sah später in Kaufmann einen Vorläufer des Punktualismus. Kaufmanns Beobachtungen in den Andrarum Profilen wurden später von Euan Clarkson bestätigt.
Er befasste sich auch mit Quartärgeologie, wobei er statistische Analyse von Leitgeschieben für die stratigraphische Einordnung in Litauen benutzte und jurassische Geschiebe in Ostpreußen untersuchte, und befasste sich mit der Strukturgeologie von Granit, bei seinen Arbeiten über die Tektonik von Bornholm. Er veröffentlichte auch über die regionale Geologie Schwedens.

## Ehrungen

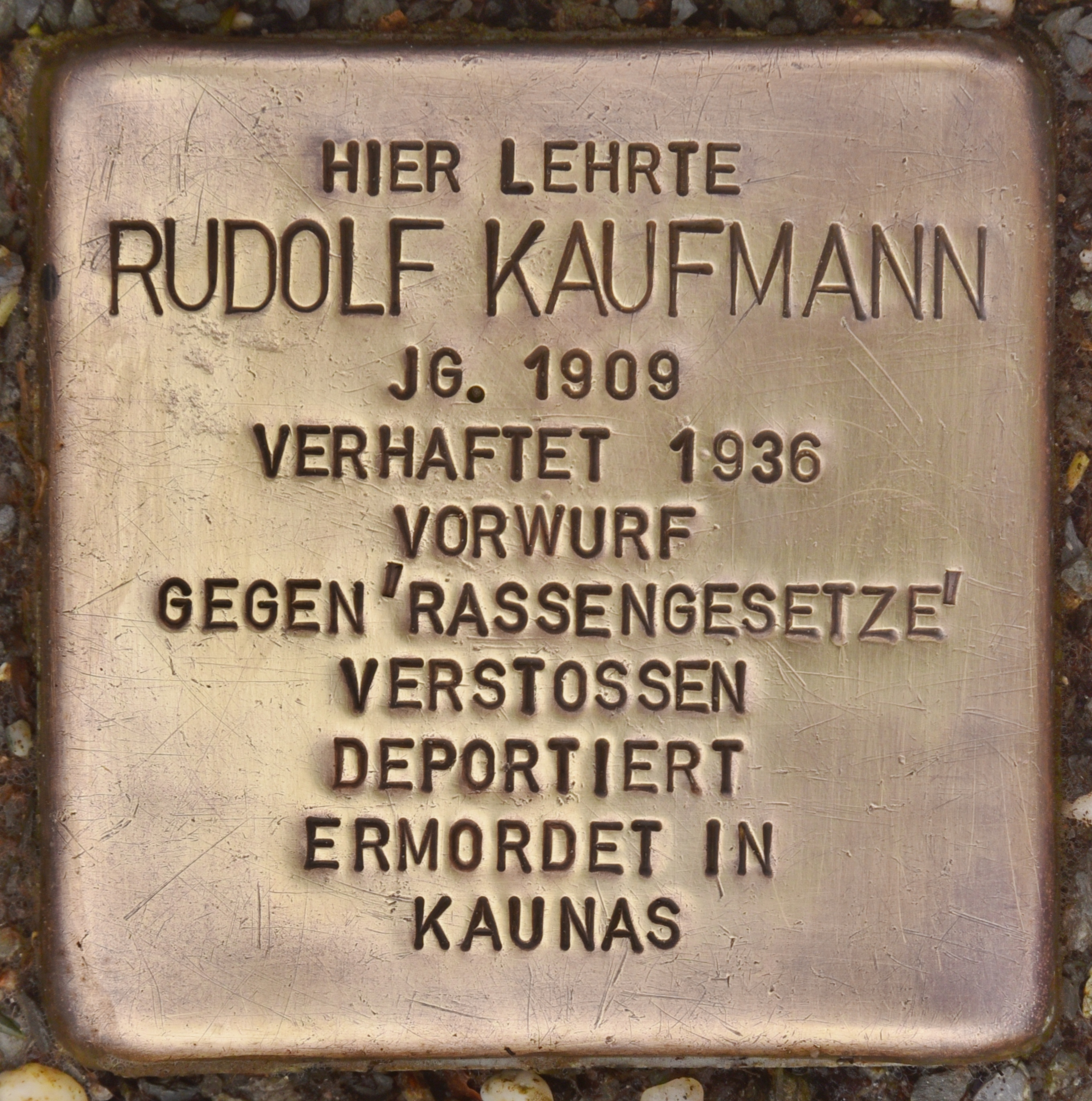
Stolperstein in Coburg

Stolpersteine in Coburg vor dem Haus Hohe Straße 30 und in Greifswald vor dem Pharmakologischen Institut der Universität in der Friedrich-Loeffler-Straße 23d erinnern an Rudolf Kaufmann. Der 2008 in Greifswald verlegte Gedenkstein wurde am Jahrestag der Reichspogromnacht am 9. November 2012 zusammen mit 10 weiteren Stolpersteinen von Unbekannten aus dem Straßenpflaster gebrochen und gestohlen, aber am 23. Mai 2013 neu verlegt.
Postum wurde Kaufmann 2012 Ehrenmitglied der Paläontologischen Gesellschaft.